# Zou Shiming
Zou Shiming (en xinès simplificat: 邹市明; xinès tradicional: 鄒市明; pinyin: Zōu Shìmíng) (Zunyi, República Popular de la Xina, 1981) és un boxejador xinès, guanyador de tres medalles olímpiques.

## Biografia
Va néixer el 18 de maig de 1981 a la ciutat de Zunyi, població situada a la província de Guizhou (República Popular de la Xina).

## Carrera esportiva
Va participar, als 23 anys, en els Jocs Olímpics d'Estiu de 2004 realitzats a Atenes (Grècia), on va aconseguir guanyar la medalla de bronze en la modalitat de pes minimosca. En els Jocs Olímpics d'Estiu de 2008 realitzats a Pequín (República Popular de la Xina) aconseguí guanyar la medalla d'or en aquesta mateixa modalitat, un títol que repetí en els Jocs Olímpics d'Estiu de 2012 celebrats a Londres (Regne Unit). Amb la reedició del seu títol olímpic es convertí en el primer boxejador en aconseguí aquest fet en aquesta categoria olímpica des de la seva inclusió en els Jocs Olímpics d'estiu de 1968 a Ciutat de Mèxic (Mèxic).
Al llarg de la seva carrera ha guanyat quatre medalles en el Campionat del Món de boxa, entre elles tres títols mundials; una medalla d'or a la Universíada; dues medalles d'or en els Jocs Asiàtics i dues medalles de plata en el Campionat d'Àsia de boxa.